# 694 Екард
694 Екард (694 Ekard) — астероїд головного поясу, відкритий 7 листопада 1909 року.
Тіссеранів параметр щодо Юпітера — 3,253.